# مدفع MO-120-RT-61
MO-120 RT (اسم المصنع) أو MO-120-RT هو مدفع هاون فرنسي ثقيل. صمم من قبل طومسون براندت كخلف لـ MO-120 AM-50. يرمز RT في المصطلح إلى rayé ، tracté وهو ما يعني مسحوبًا ومقطوعًا. يستخدم RT-61 حاليًا من قبل الجيش الفرنسي (حيث يُعرف بـ RT F1 أو Mortier de 120mm Rayé Tracté Modèle F1— «مدفع هاون قطره 120 مليمتر، النموذج F1»)، كما تم تصديره إلى أكثر من 24 دولة أجنبية أو في بعض الحالات يتم إنتاجه بموجب ترخيص من ألمانيا وإيطاليا وبلجيكا وهولندا والبرازيل واليابان وتركيا (مثل HY-12 "Tosam" [1]). يتم إصدار MO-120 RT-61 إلى وحدات المدفعية؛ حيث تزيد من مدفعية 155 مليمتر التي تم سحبها.

## المستخدمون
- أذربيجان
- بلجيكا
- البرازيل
- جيبوتي
- كولومبيا
- قبرص
- كمبوديا
- الغابون
- فرنسا (192 عام 2011، 128 عام 2014)
- إسرائيل
- إيطاليا
- اليابان
- الأردن
- هولندا
- المملكة العربية السعودية
- تونس
- تركيا
- الولايات المتحدة - في الخدمة مع سلاح مشاة البحرية الأمريكي باعتباره نظام دعم إطلاق النار من نوع M327 بسرعة 120 ملم